# Hard Boiled (película)
Hard Boiled (en chino: 辣手神探; conocida en Hispanoamérica como Hervidero o Duro de vencer) es una película de acción de 1992 escrita por Barry Wong y dirigida por John Woo. Protagonizada por Chow Yun-fat como el inspector Tequila Yuen, Tony Leung Chiu-wai como Alan y Anthony Wong como Johnny Wong, la película fue estrenada el 16 de abril de 1992 en los cines de Hong Kong.
Hard Boiled fue la última película de John Woo en Hong Kong antes de su transición al cine de Hollywood. Después de hacer filmes que le daban un estilo particularmente glamoroso a los gánsteres (y recibir críticas por hacerlo), Woo quería dirigir una película al estilo de Harry el Sucio que exaltara la labor policial. Tras la muerte del escritor Barry Wong, el guion de la película sufrió constantes cambios durante el rodaje. Se introdujeron nuevos personajes como Mad Dog y el Sr. Woo, mientras que la trama original de un psicópata que envenenaba a un bebé fue eliminada.
La cinta tuvo en general una acogida positiva por parte del público, pero no tuvo tanto éxito comercial como las anteriores producciones de acción de Woo, como A Better Tomorrow y The Killer. La recepción de los críticos occidentales fue mucho más positiva, con muchos de ellos afirmando que sus escenas de acción están entre las mejores jamás filmadas. En 2007 se estrenó un videojuego secuela titulado Stranglehold, que está en negociaciones para convertirse en una producción cinematográfica.

## Sinopsis
En un restaurante de Hong Kong, los inspectores de policía "Tequila" Yuen y Benny Mak intentan detener a un grupo de contrabandistas de armas mientras hacen un trato. Después de una emboscada a un pandillero rival, se produce un feroz tiroteo. Los gánsteres son derrotados pero varios policías son heridos de gravedad y Benny es asesinado. Como venganza, Tequila ejecuta al gánster que mató a Benny en lugar de arrestarlo, para disgusto de su superintendente Pang, quien necesitaba al gánster vivo para sacarle información. Como resultado, Tequila es expulsado del caso.
Mientras tanto, Alan, un presunto asesino al servicio de Hoi, jefe de la tríada, asesina a uno de sus subordinados que había traicionado a su clan por un sindicato rival liderado por Johnny Wong, quien busca usurpar a los antiguos jefes de la tríada a través de su control del comercio ilícito de armas. Impresionado por la habilidad de Alan, Wong intenta reclutarlo y Alan acepta a regañadientes. Wong lo lleva a una redada en el almacén de Hoi, donde muchos de sus hombres son asesinados. Hoi es superado en número y le pide a Alan que lo mate pero que perdone la vida de sus hombres. Alan lo mata pero también dispara a los hombres de Hoi. En ese momento aparece Tequila y ataca a los hombres de Wong. Durante el caos, Alan, quien resulta ser un policía encubierto, perdona la vida de Tequila, decisión que hará que ambos policías se vuelvan a encontrar.

## Reparto

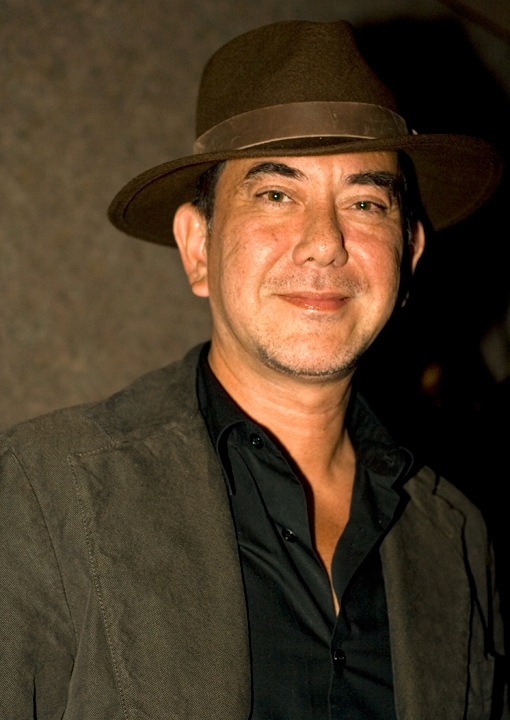
Anthony Wong interpretó el papel un jefe de las tríadas

- Chow Yun-fat es "Tequila" Yuen Ho-yan
- Tony Leung Chiu-wai es Alan
- Teresa Mo es Teresa Chang
- Philip Chan es Pang
- Philip Kwok es Mad Dog
- Anthony Wong es Johnny Wong
- Bowie Lam es Benny
- Anjo Leung es el hijo de Benny
- Bobby Au-Yeung es Lionheart
- Kwan Hoi-Shan es el señor Hoi
- Tung Wei es Foxy

## Recepción
La recepción inicial a Hard Boiled fue positiva. Vincent Canby del New York Times encontró difícil seguir las escenas de acción y los subtítulos al mismo tiempo, pero declaró que "el Sr. Woo parece, de hecho, un director muy enérgico y talentoso con un don para los efectos llamativos y las confrontaciones bizarras". Una reseña de Los Angeles Times afirmaba: "Con Hard Boiled, John Woo se muestra como el mejor director de películas de acción contemporáneas en cualquier lugar". El Philadelphia Inquirer habló positivamente sobre las escenas de acción, señalando que "los tiroteos épicos y la extravagancia de los gángsters de Hong Kong empapada de sangre son maravillosamente escenificados y brillantemente fotografiados". El Boston Herald se refirió a la película como "posiblemente la obra maestra de Woo, una película de acción para acabar con todas las películas de acción, una experiencia tan delirantemente cinematográfica que convierte a True Romance simplemente en una copia barata". Una crítica en Newsday le dio tres estrellas y media, elogiando las escenas de acción pero afirmando que "la trama es un poco resbaladiza".
Tras el estreno de la película, la recepción de la crítica sigue siendo positiva; en el portal Rotten Tomatoes cuenta con una aprobación del 94% con una media de 7,79 sobre 10, basada en 35 críticas. El consenso del sitio afirma: "Presumiendo de una acción impactante así como de una sorprendente resonancia emocional, Hard Boiled es un poderoso thriller que golpea fuerte en más de un sentido".